# Pulsar

Pulsar

Pulsar

Pulsarul este o stea foarte mică (cu o rază de 10-15 km), dar foarte densă, numită stea neutronică (rămășiță a unei stele care a colapsat), ce emite energie sub forma unui flux de particule electromagnetice concentrat la polii magnetici ai stelei. Ținând cont că axa magnetică a stelei nu coincide cu axa sa de rotație, radiația, privită dintr-un punct din spațiu, este văzută așa cum ar fi observată lumina unui far. Pulsarul poate fi detectat (cu ajutorul unui radiotelescop) doar când fluxul e îndreptat spre Pământ.

## Istoric

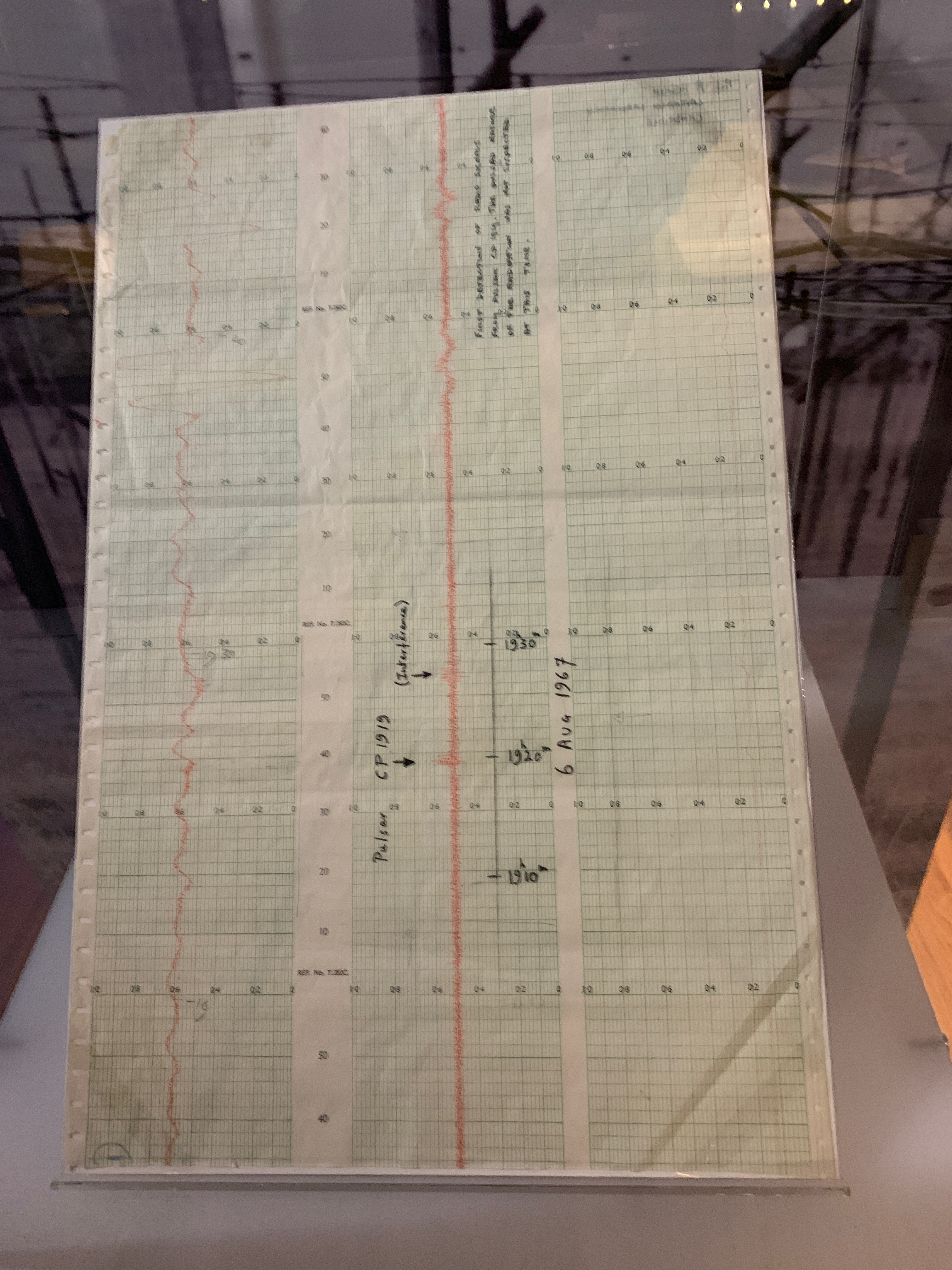

Primul pulsar a fost descoperit în 1967 de către Jocelyn Bell Burnell și Antony Hewish de la Universitatea Cambridge. Cei doi au detectat un semnal regulat cu frecvența de un puls la câteva secunde, constând în pulsuri de radiație electromagnetică - semnale radio. Steaua neutronică a fost denumită mai târziu CP 1919. Aceasta emite radiație sub formă de unde radio, dar s-au descoperit pulsari care emit raze X și/sau raze gamma.

## Caracteristici fizice
Pulsarii sunt aproape niște găuri negre în sensul materiei și al forțelor care actionează asupra ei. 
- Densitate: Ei au o densitate extremă de până la 10x densitatea unui nucleu de atom.
- Magnetism: Câmpul magnetic generat ajunge până la {\displaystyle B_{cr}=4.4\times 10^{9}} tesla .
- Electricitate: Tensiunea electrică este de ordinul {\displaystyle 10^{12}} volți.
- Forțele care acționează asupra materiei pulsarului: Forța electromagnetică este de {\displaystyle 10^{12}} ori mai mare decât forța gravitațională: {\displaystyle F_{em}=10^{12}\times F_{grav}}.
- Perioadă: Există unii pulsari cu perioadă atât de stabilă încât pot funcționa pe post de „ceas galactic”. Pulsul poate varia la unii pulsari, însă profilul pulsului rămâne pe perioade lungi de timp stabil, chiar dacă pe timp scurt aceasta variază mai puternic.

Pulsarii sunt foarte importanți pentru radioastronomie.

## „Viața” pulsarilor
Pulsarii se nasc în explozii de supernove. Ei au la început o perioadă scurtă de rotație și o rată de schimbare a pulsului mare (încetinesc mai rapid). Ei pierd din energie și rămân într-un final doar o carcasă. Unii dintre acești pulsari „morți” întâlnesc un satelit și formează un sistem de rotație. Prin acesta pulsarul este „reciclat” și devine un pulsar-milisecundă, numit astfel după durata pulsului. 

## Clasificare
Astronomii au descoperit trei tipuri distincte de pulsari, după natura sursei de energie care alimentează radiația:
- Pulsarii de rotație: pierderea energiei de rotație alimentează radiația
- Pulsarii de acumulare: (în principal pulsarii cu raze X) energia potențială a materiei acumulate alimentează radiația
- Magnetarii: slăbirea unui câmp magnetic puternic alimentează radiația.

## Galerie de imagini

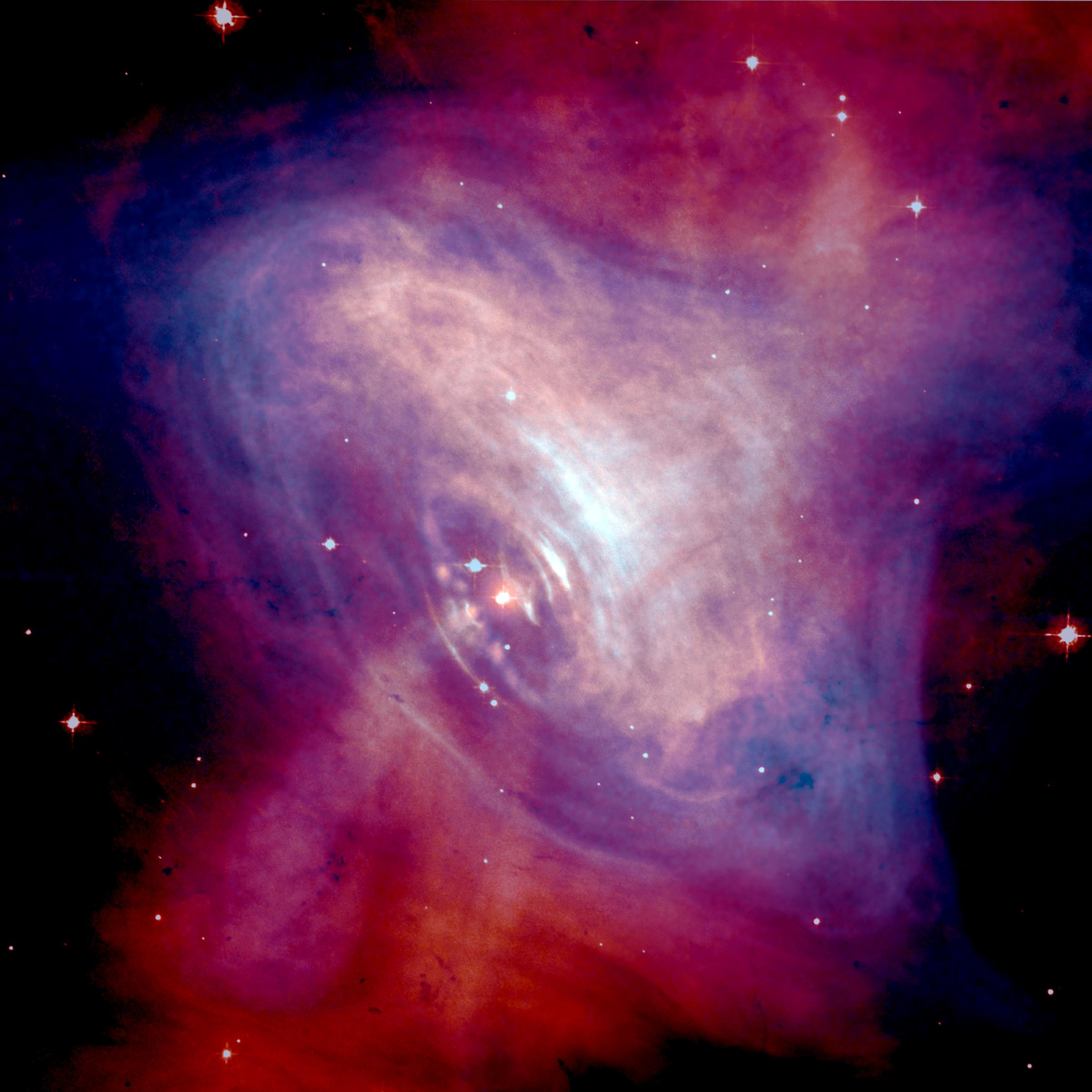
pulsarul Crabului din nebuloasa crabului
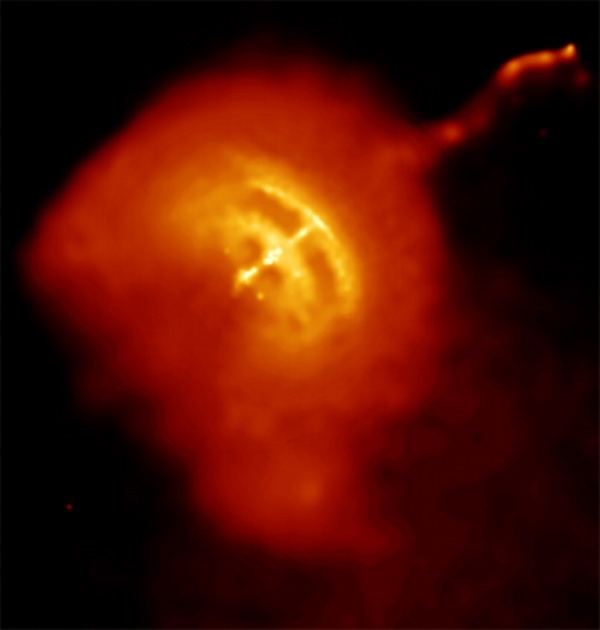
pulsarul Vela
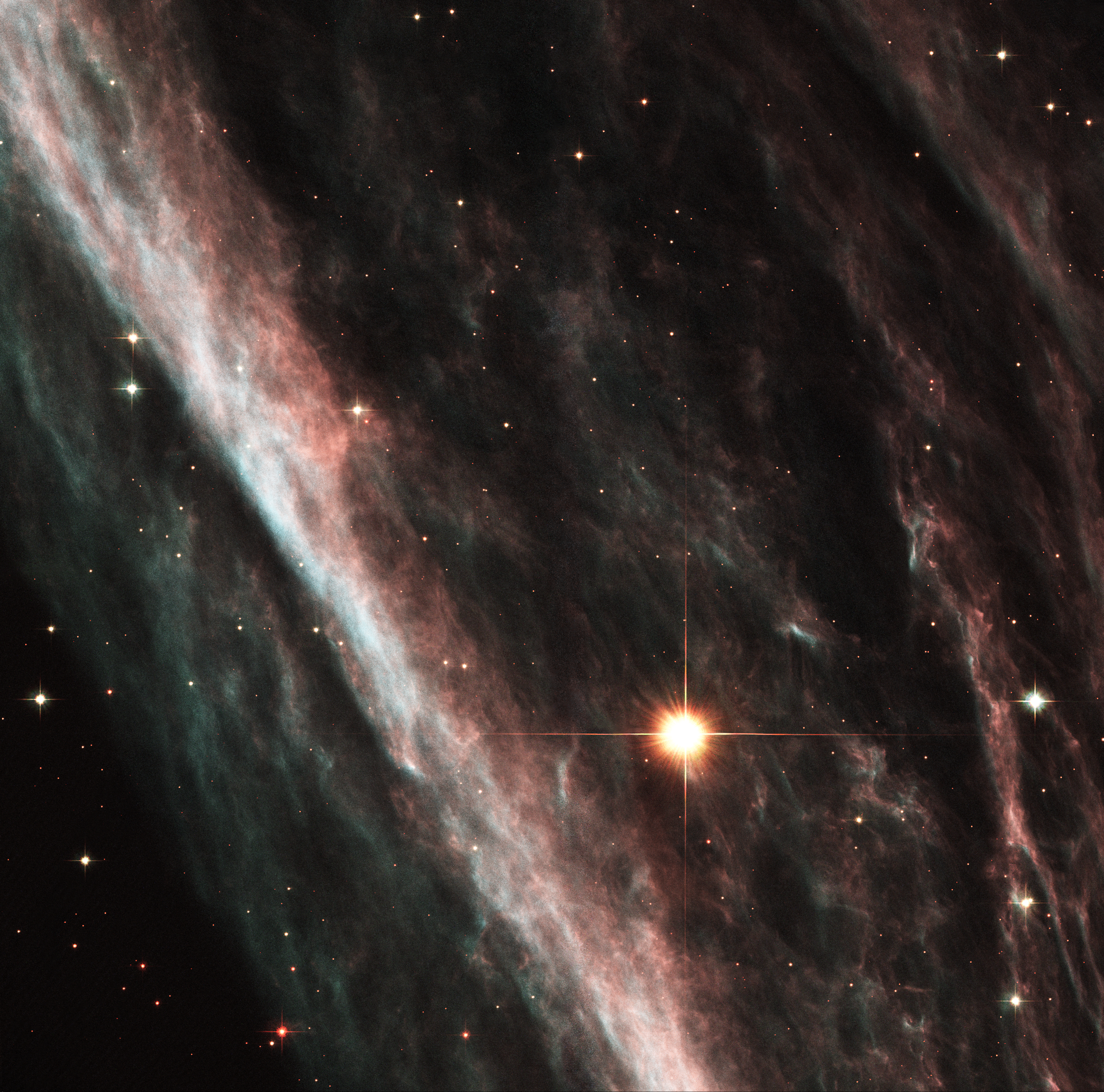
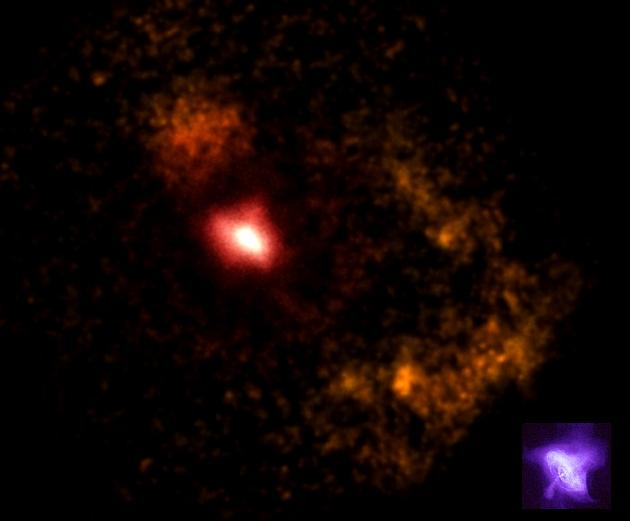